# Centro de Seguridad Vehicular
El Centro de Seguridad de Vehículos y Aparcamiento de Autobuses Turísticos del World Trade Center, o simplemente el Centro de Seguridad Vehicular (VSC), es un complejo seguro para la entrega de mercancías a través de camiones y el aparcamiento subterráneo en la zona del refundado World Trade Center, en el centro financiero de Manhattan, en la ciudad de Nueva York (Estados Unidos).
Su uso está explotado por la Autoridad Portuaria de Nueva York y Nueva Jersey. Construido entre 2011 y 2013, fue inaugurado en 2017 con el resto del complejo de Liberty Park. Tuvo un coste de 667 millones de dólares.
La entrada al VSC se encuentra a nivel de la calle, a lo largo del borde sur del National September 11 Memorial & Museum, en Liberty Street. El VSC está conectado a través de túneles que alimentan todo el complejo del WTC, de un total de 16 acres (equivalente a 65 000 m²), conectando el puesto de control de seguridad de su entrada con los edificios y servicios del complejo que requieren servicios vehiculares. Los garajes subterráneos proporcionan aparcamiento para los inquilinos, los visitantes y los autobuses turísticos.
El Liberty Park, un parque elevado de un acre (4.000 m²), se encuentra en la azotea del VSC. La iglesia ortodoxa griega de San Nicolás, destruida durante los atentados del 11 de septiembre, así como la escultura The Sphere, que sobrevivió a la destrucción estando en el epicentro del derrumbe, se reconstruyeron en la parte superior del VSC.
Se planeó la construcción del Five World Trade Center junto al borde sur del VSC y Liberty Park, en el emplazamiento del antiguo edificio del Deutsche Bank. Dicho plan quedó aprobado en febrero de 2021.